# Magnus Hundt
Magnus Hundt (* 1449 in Magdeburg; † 3. Mai 1519 in Meißen, auch Magnus Hund und Magnus Canis, Parthenopolitanus) war ein deutscher Philosoph, Arzt (Anatom) und Theologe.

## Leben und Wirken
Magnus Hundt stammte aus einer einflussreichen Magdeburger Familie. Er immatrikulierte sich 1482 an der Universität Leipzig. 1483 erwarb er das Baccalaureat und wurde 1486 Magister. 1497 wurde er dort Dekan der Artistenfakultät und 1499 Rektor der Alma Mater. 1499 wurde er Bakkalaureus an der medizinischen Fakultät und bald danach Doktor der Medizin. Nachdem er am 1. November 1504 zum Lizentiaten der Theologie avancierte promovierte er 1510 zum Doktor der Theologie, wurde 1512 Professor der Theologie und war damit verbunden Domherr und Archidiakon der Lausitz in Meißen. Magnus Hundt gilt gemeinsam mit Otto Casmann als Begründer der modernen Anthropologie.
In Hundts Hauptwerk Antropologium de hominis dignitate, natura et proprietatibus (Leipzig 1501) taucht erstmals der Terminus technicus „Anthropologie“ auf. Das Werk, das eine Gesamtschau des Menschen bieten will, stellt diesen gemäß seiner doppelten Natur sehr dualistisch in seiner körperlich-materiellen und in seiner geistig-seelischen Bedingt- und Verfasstheit dar. „Die geistige Komponente hat dabei offensichtlich ein Übergewicht; denn als „Bild Gottes“ kann der Mensch nur in seiner seelischen Verfaßtheit gelten. (Homo est dei imago secundum animam.).“ Diese Schlüsselstellung des Menschen geht bei Hundt noch auf die alte Vorstellung zurück, die den Menschen als Knotenpunkt zwischen Schöpfer und Schöpfung sieht. „Homo est dei et mundi nodus.“ Hierher bezieht der Mensch seinen Rang und seine Würde.
Bei Otto Casmann erscheint der Terminus technicus „Anthropologie“ später weitaus dezidierter und schärfer gefasst als bei Magnus Hundt. Hundt und Casmann gelten aufgrund der geschilderten Begriffsgeschichte als Begründer der modernen Anthropologie.